# Primislaus (Ratibor)
Primislaus von Ratibor (auch Przemislaw von Ratibor, Premko von Ratibor, Przemko von Ratibor, polnisch Przemysław raciborski; tschechisch Přemysl I. Ratibořský; * 1258; † 7. Mai 1306) war 1281 bis 1290 gemeinsam mit seinem ältesten Bruder Mieszko und ab 1290 bis zu seinem Tode alleiniger Herzog von Ratibor. Er entstammte dem Oppelner Familienzweig der Schlesischen Piasten.

## Herkunft und Familie
Seine Eltern waren Wladislaus I. und Euphemia († nach 1281), Tochter des großpolnischen Herzogs Władysław Odon. Um 1289 vermählte sich Primislaus mit Anna, einer Tochter des Herzogs Konrad II. von Masowien. Der Ehe entstammten die Kinder
- Lestko (1290/92–1336), Herzog von Ratibor, seit 1332 verheiratet mit Agnes († 1362), Tochter des Herzogs Heinrich II. von Sagan und der Mathilde von Brandenburg-Salzwedel
- Anna († 1338/40), verheiratet mit dem Troppauer Herzog Nikolaus II.
- Euphemia († 1359), erste Äbtissin des Ratiborer Dominikanerinnenklosters
- Konstanze († 1351), Herzogin von Loslau

## Leben
Nach dem Tod von Primislaus Vater Wladislaus I. von Oppeln 1281 wurde dessen Herzogtum für seine Söhne in vier Teilherzogtümer aufgeteilt. Da Primislaus noch nicht volljährig war, stand er zunächst unter der Vormundschaft des ältesten Bruders Mieszko I., dessen Mitregent er bis 1290 war. Beiden wurde zunächst das Herzogtum Ratibor mit den Gebieten von Teschen und Auschwitz übertragen. Aus den beiden letztgenannten Gebieten wurde 1290 für Mieszko das Herzogtum Teschen gegründet, so dass Primislaus ab diesem Zeitpunkt alleiniger Regent des Herzogtums Ratibor war. Bereits 1281 erhielten der zweitgeborene Bruder Kasimir das Herzogtum Beuthen und der drittgeborene Bruder Bolko das um die vorstehenden Gebiete verkleinerte Herzogtum Oppeln. Zum Zeichen ihrer Zusammengehörigkeit benutzten alle vier Herzöge auch die Titulatur Herzog von Oppeln.
Bereits 1285 bot Primislaus auf seiner Ratiborer Burg dem Breslauer Bischof Thomas II. Schutz vor dem Breslauer Herzog Heinrich IV., die einen jahrelangen Streit um die Immunitätsrechte sowie um die Zehntzahlungen der deutschsprachigen Dörfer führten. Zum Dank dafür gründete Bischof Thomas später bei der Ratiborer Burgkapelle ein Kollegiatstift. 1288 zogen Primislaus und sein Bruder Mieszko die dem Kloster Czarnowanz verbliebenen Privilegien an sich. Vermutlich wurde damit die Verleihung der Stadtrechte an Rybnik vorbereitet.
Wie seine Brüder wandte sich Primislaus politisch Böhmen zu. Bereits 1292 schloss er mit dem böhmischen König Wenzel II. ein Abkommen, das einem Lehensverhältnis gleichkam. Nach 1299 gründete er in Ratibor das Dominikanerinnenkloster, dessen erste Äbtissin seine Tochter Euphemia wurde. Sie und auch der Herzog wurden von dem Dominikanerprior Peregrinus (Pilgrim) von Ratibor beraten, der zugleich sein Beichtvater war.
Premislaus starb am 7. Mai 1306. Sein Leichnam wurde in der Ratiborer St.-Jakobi-Kirche beigesetzt. Seiner Witwe Anna wurde Loslau als Witwensitz zugewiesen. Nachfolger als Herzog von Ratibor wurde sein einziger Sohn Lestko, mit dem 1336 der Ratiborer Zweig der Schlesischen Piasten erlosch.